# Riccia vulcanicola
Riccia vulcanicola là một loài rêu trong họ Ricciaceae. Loài này được Eb. Fisch. mô tả khoa học đầu tiên năm 1993.